# Foxboro Stadium
O Foxboro Stadium (ou Foxborough Stadium) foi um estádio multiúso localizado em Foxborough, estado de Massachusetts, nos Estados Unidos. Construído em 1971, foi a casa do time de futebol americano da NFL New England Patriots até 2002 e do time de futebol New England Revolution da MLS de 1992 a 2002.

## História
O estádio recebeu o nome de Schaefer Stadium (num contrato de naming rights com uma cervejaria) e de Sullivan Stadium (em homenagem a família que por muitos anos administrou o New England Patriots).
Várias bandas se apresentaram no Foxboro  Stadium, entre elas: U2, The Rolling Stones, Pink Floyd e The Who.
Foi sede de 6 jogos da Copa do Mundo de 1994, 5 jogos da Copa do Mundo de Futebol Feminino de 1999 e 2 decisões da MLS Cup (1996 e 1999).
O  Foxboro Stadium foi demolido ao final da temporada de 2001 (quando os Patriots venceram o Super Bowl pela primeira vez) e ao lado foi construído o Gillette Stadium.